# Ediktet i Nantes

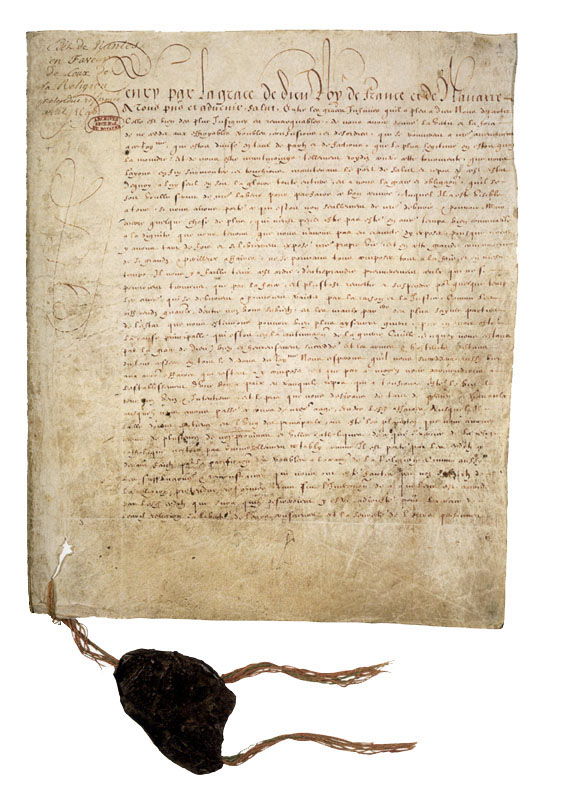
Ediktet i Nantes

Ediktet i Nantes var en efter långa förhandlingar med de franska protestanterna utfärdad kungörelse av den franske kungen Henrik IV den 13 april 1598 som föreskrev att katolicismen skulle vara statsreligion i Frankrike och som förhindrade protestantismens vidare utbredning.
Hugenotterna medgavs samvetsfrihet och rätt att förrätta gudstjänst där de gjort det 1597, och på vissa andra platser, dock inte i Paris, biskoparnas residensstäder, vid hovet eller inom armén. De fick också rätt att hålla synoder.
Vidare öppnades statens ämbeten för dem, och särskilt domstolar med ett antal protestantiska bisittare inrättades. Däremot gällde även för protestanterna katolsk äktenskapslag och tiondeplikt. 
Som garanti för ediktets uppfyllande fick de tills vidare behålla omkring 200 befästa städer och slott. Dessa "säkerhetsplatser" fråntogs dem av Richelieu 1629. Ediktet återkallades av Ludvig XIV 1685.